# Aphnaeus apelles
Aphnaeus apelles är en fjärilsart som beskrevs av Charles Oberthür 1878. Aphnaeus apelles ingår i släktet Aphnaeus och familjen juvelvingar. Inga underarter finns listade i Catalogue of Life.